# McCone County
McCone County is een county in de Amerikaanse staat Montana.
De county heeft een landoppervlakte van 6.844 km² en telt 1.977 inwoners (volkstelling 2000). De hoofdplaats is Circle.